# テイエムプリキュア
テイエムプリキュア（欧字名: T M Precure、2003年4月8日 - ）は、日本の競走馬、繁殖牝馬。
2005年のJRA賞最優秀2歳牝馬である。同年の阪神ジュベナイルフィリーズ（GI）を優勝した。
阪神ジュベナイルフィリーズ優勝後は3年間未勝利で連敗を24まで伸ばして引退が決定していたが、引退レースとなった2009年日経新春杯（GII）を優勝し、引退を撤回して現役続行となった。その後は勝利を挙げることはできなかったが、同年秋のエリザベス女王杯（GI）ではクィーンスプマンテとともに大逃げして牝馬二冠馬のブエナビスタから逃走。クィーンスプマンテに先着を許したが、ブエナビスタに先着する2着となった。

## デビューまで

### 誕生までの経緯
ユキグニは、父はカロ、母はアメリカG2のブラックアイドスーザンステークス優勝馬のデリケートアイスである牝馬である。1989年に輸入され、早田牧場で繁殖牝馬となっていた。1992年には、エムアイブラン（父:ブライアンズタイム）を出産。エムアイブランは、武蔵野ステークス連覇などダートのJRA重賞4勝を挙げた他、1999年のフェブラリーステークスでは、メイセイオペラに次ぐ2着となっていた。そして1996年には、フェリアードを出産する。父ステートリードンのフェリアードは、エムアイブランの半妹となった。
フェリアードは競走馬として11戦2勝、ローズステークスにも出走した牝馬だった。引退後は資金繰りが苦しくなり、まもなく倒産することになる生まれ故郷・早田牧場には戻らず売却され、谷口貞保に購入された。繁殖牝馬として繋養されることになったのは北海道新冠町にある家族経営のタニグチ牧場だった。これまで1992年阪急杯を制したホクセイシプレー、2002年フィリーズレビューを制したサクセスビューティの生産で知られる牧場だった。
フェリアードの初年度はラストタイクーンと交配され初仔となる牡馬を、2年目はマーベラスサンデーと交配され2番仔となる牝馬を産んでいた。続いて3年目となる2002年、谷口の競馬関係の友人からのアドバイスを真に受け、交配相手にパラダイスクリークを選択していた。
パラダイスクリークは、1994年のアーリントンミリオンなど14勝を挙げたアメリカの牡馬であり、同じ年にはジャパンカップに遠征し、マーベラスクラウンにハナ差及ばず2着になった。そのまま日本に居残り種牡馬として繋養されていた。交配の頃はカネツフルーヴやニホンピロスワンが重賞戦線で活躍していた。

### 幼駒時代
2003年4月8日、タニグチ牧場にてフェリアードの3番仔である黒鹿毛の牝馬（後のテイエムプリキュア）が誕生する。ところがまもなく、母体に腸捻転を発症。手術で一命を取り留めたものの、母乳が出ず、3番仔を育むことができなかった。そこで人間が、谷口の妻と娘が、ミルクを3番仔に与えていた。それを8月まで続けて成長したという。
兄である父ラストタイクーンの初仔の牡馬は、2001年の北海道10月市場に上場していた。「テイエム」の冠名で知られる馬主・竹園正繼が落札、税込み735万円で購入されていた。初仔は「テイエムハクバオー」という名前が与えられ、栗東トレーニングセンター所属の元騎手、イソノルーブルに騎乗しながら、松永幹夫に乗り替わり、GI優勝は果たせなかった調教師・五十嵐忠男に預けられていた。テイエムハクバオーは調教では良い動きを見せる馬だったがかみ合わず、終いには故障、13戦未勝利で引退していた。

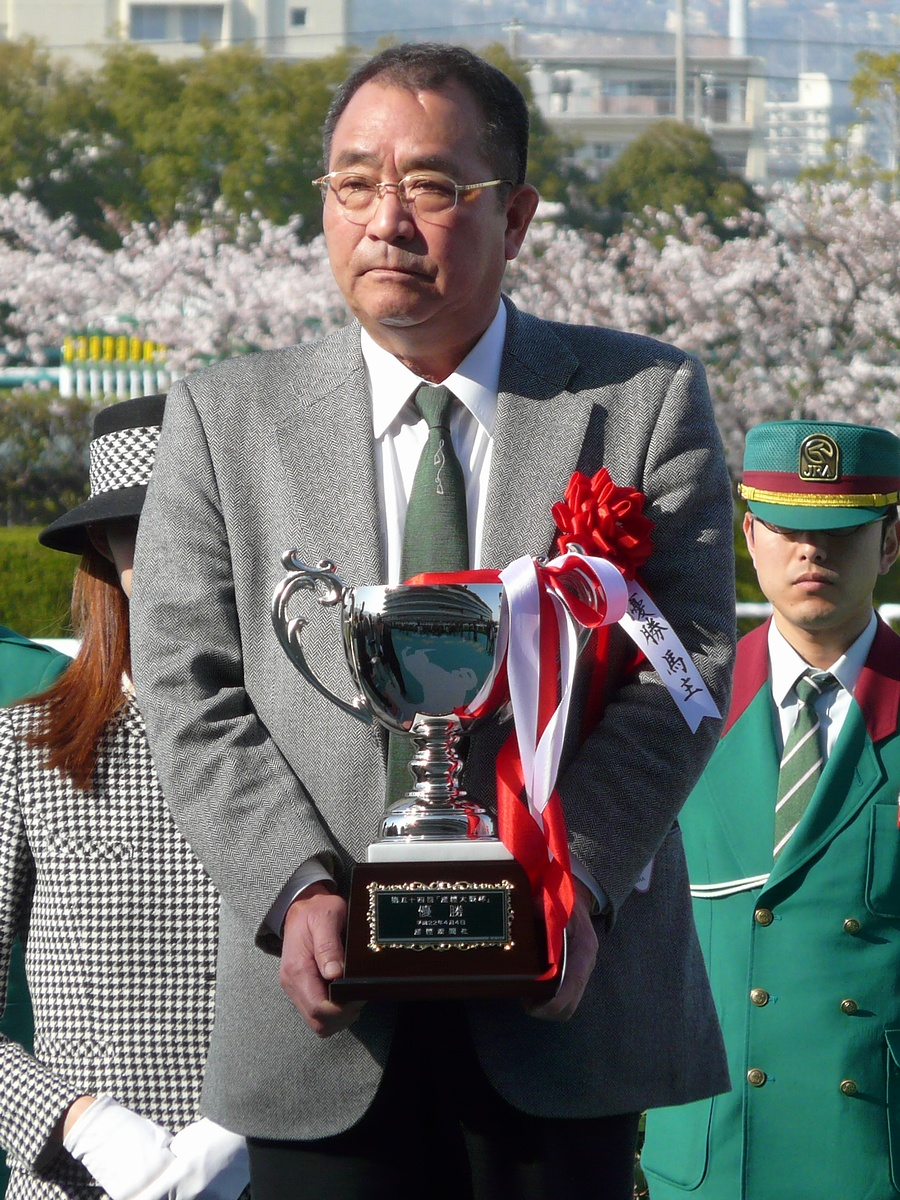
竹園正繼

兄に続いて3番仔も、2003年の北海道オータムセールに上場すると、同様に、再び竹園の目に留まることとなる。竹園は、テイエムハクバオーの妹であることを意識せずに対面していた。そのとき思いがけず3番仔に「絶対に走る」という確信を得ている。後に竹園は「細かい長所をあげればキリがありませんが、兄よりも遥かに立派な、骨格のしっかりとした馬体がなによりも印象的」だったと回顧している。開始価格250万円で始まったセリに、手を挙げた竹園だったが、競る相手がいなかった。よって竹園が開始価格のまま落札、税込み262万5千円で購入した。竹園の競馬人生で最も安い価格で手に入れた馬だったが、何より自信があり、桜花賞を優勝できる器だと考えていた。

竹園「テイエム」の勝負服

竹園は、会場ですぐ、託す調教師を探し始める。しかし父パラダイスクリーク、母父ステートリードンでは良血とはいえず、格安だったことから、調教師が寄ってこなかった。そこで兄のテイエムハクバオーを管理する五十嵐に「半ば押し付けるように」（竹園）、託すこととなる。この翌日、五十嵐は検分に訪れているが「よく覚えていない（中略）地味」だったと回顧している。
竹園は、3番仔の命名を娘に託していた。娘はアニメ『ふたりはプリキュア』からキャラクター名の「プリキュア」を拝借。冠名「テイエム」と組み合わせて「テイエムプリキュア」と命名していた。テイエムプリキュアは、五十嵐厩舎に入厩する。五十嵐の第一印象としては「値段よりは良い馬（中略）牝馬にしては骨がガッチリしている馬」だったという。その手応えから、少なくとも未勝利は勝ち上がるだろうと考えていた。

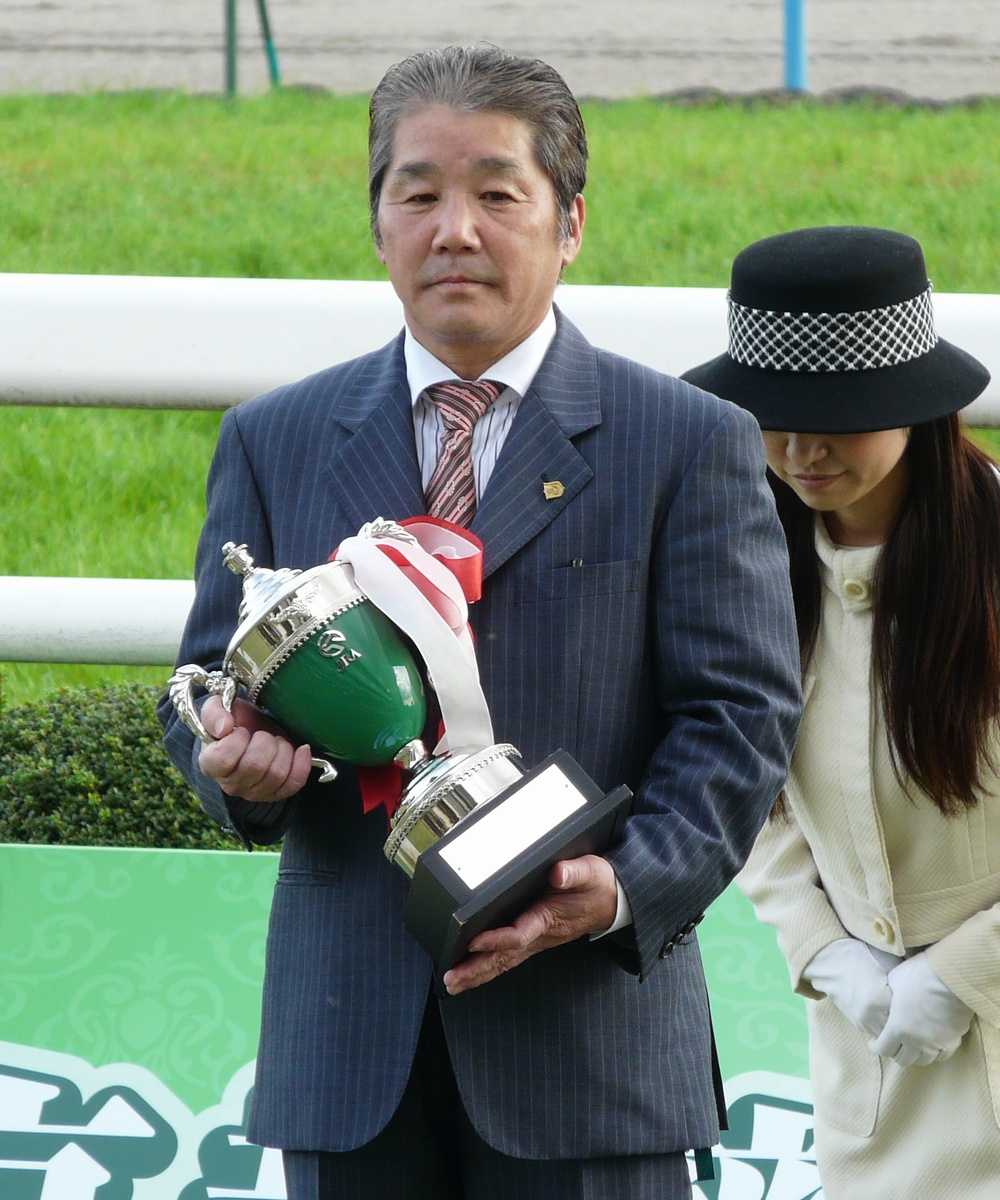
五十嵐忠男

五十嵐厩舎に入厩したテイエムプリキュアは、当初阪神競馬場開催での新馬戦でのデビューを考えていた。しかし五十嵐は、新馬戦での良績を意識して予定を前倒しする。相手のレベルが低いと考えられるローカル・小倉競馬場開催の新馬戦でのデビューとなる。この後、競走馬として走ることになるが、引退レースとなる2010年エリザベス女王杯のパドックに、9枚の横断幕が掲示されるほどの、人気を獲得することとなる。

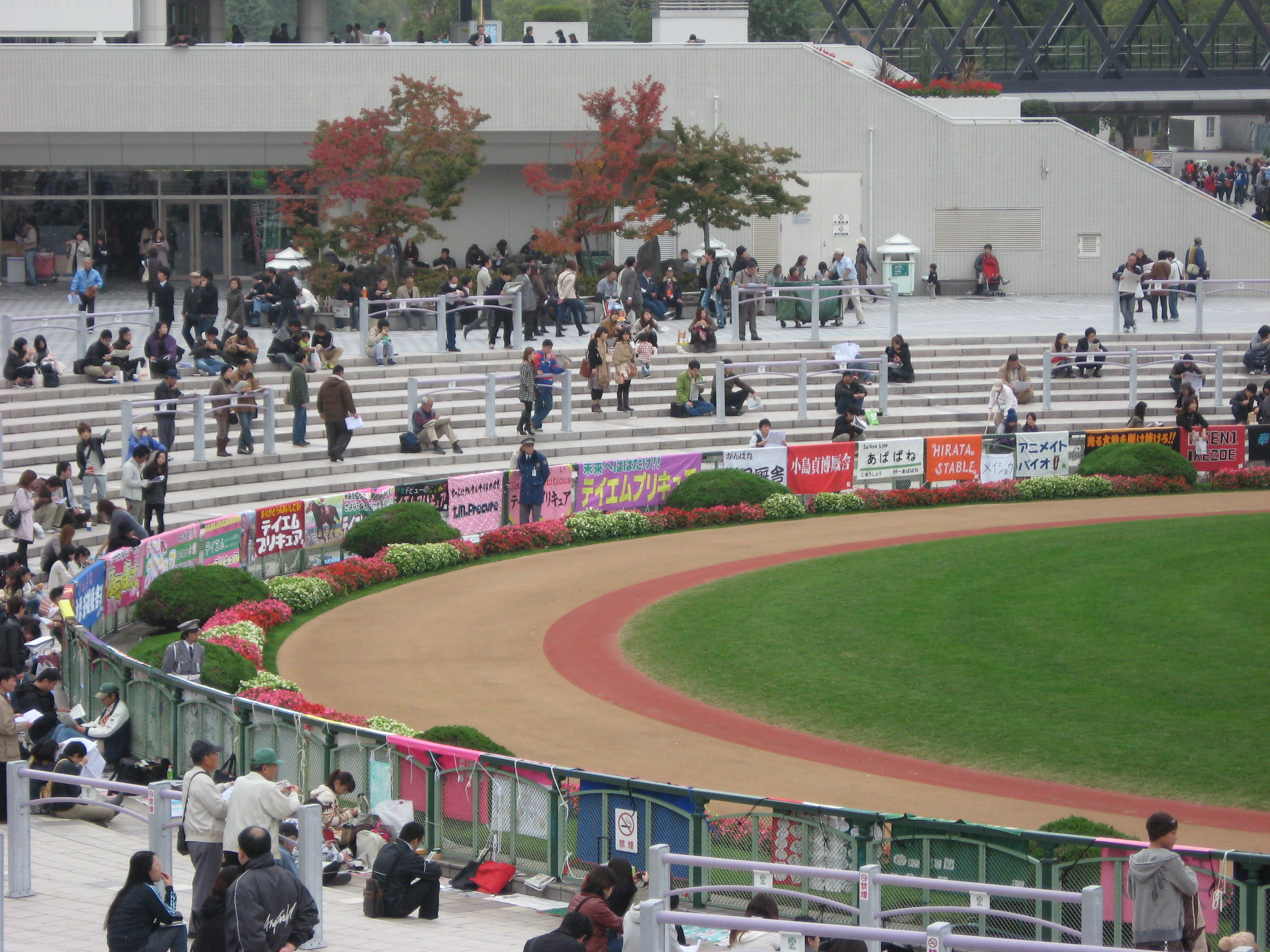
パドックに張られたテイエムプリキュアの横断幕たち（2010年11月14日）

## 競走馬時代

### 阪神ジュベナイルフィリーズ
テイエムプリキュアは、2005年9月3日、小倉競馬場の新馬戦（芝1200メートル）でデビューとなる。赤木高太郎が騎乗し、5番人気だった。ハナを奪い逃げ、コスモルビーやドリームパスポート、ゼンノグッドウッドなど相手に逃げ切りを果たす。初出走初勝利を果たした。レース後、五十嵐は竹園を探したが、竹園は札幌競馬場にいて喜びを分かち合うことができなかった。
この後、五十嵐は門別競馬場のダートグレード競走・エーデルワイス賞参戦を、竹園に提案していた。しかし北海道への輸送を嫌って却下。翻って、三冠がかかるディープインパクトの菊花賞と同日の10月23日、京都競馬場のかえで賞（500万円以下）に臨んだ。熊沢重文が騎乗した。先行して直線で抜け出したが、半ばでナイスヴァレーにかぶされ、かわされていた。それでも抵抗して終いでもう一伸び、ゴール板手前で差し返しを果たした。4分の3馬身差をつけて先頭入線、2連勝を果たした。この日の騎乗を全うした熊沢は、婚約者を連れ立って役所に婚姻届を提出、入籍していた。
続いて12月4日、阪神ジュベナイルフィリーズ（GI）に参戦する。18頭立てのなか、単勝オッズ22.6倍の8番人気だった。1番人気は、重賞2勝を含む4連勝中、唯一の重賞優勝馬であるアルーリングボイスであり、2.4倍だった。次に推されたのは、セレクトセールで約9000万円で取引され新馬戦勝利直後のフサイチパンドラが4.0倍、2勝重賞3着のコイウタが9.0倍だった。雨中、雷がしきりに鳴る中行われた良馬場のレースだった。

6枠12番からスタート、アサヒライジングが先手を奪って逃げる中、その中団を追走した。フサイチパンドラとアルーリングボイスは後方待機だった。道中は、常に熊沢の手が動かし続ける「追い通し」状態、さらにムチが入りながら、9番手で最終コーナーに差し掛かっていた。そして直線は、外側に斜行しながら向いていた。逃げるアサヒライジング、好位から抜け出すシークレットコード、エイシンアモーレを目指し、外に持ち出していたフサイチパンドラ、アルーリングボイスとともに追い上げた。
フサイチパンドラとアルーリングボイスが伸びあぐねる中、テイエムプリキュアは末脚を発揮。2頭を置き去りにしたほか、内で抜け出していたエイシンアモーレ、シークレットコードをまとめて差し切っていた。かわしてからは相手の抵抗なく独走状態。終いは熊沢が手綱を緩める余裕を見せながら、シークレットコードに1馬身半差をつけて決勝線を通過した。

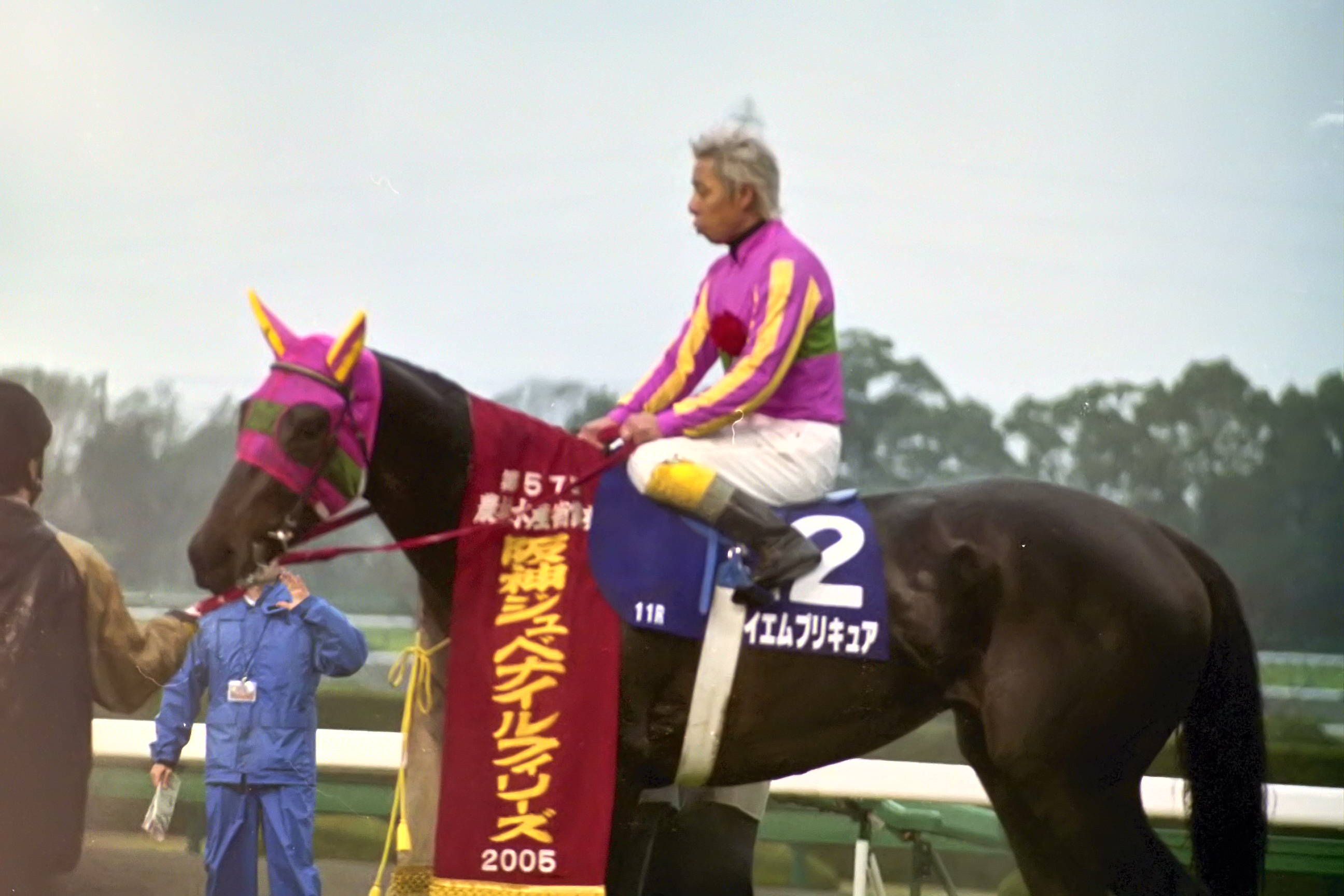
阪神ジュベナイルフィリーズの優勝レイを纏い、熊沢を乗せるテイエムプリキュア

無敗で阪神ジュベナイルフィリーズ戴冠を果たす。重賞並びにGI初出走初勝利だった。熊沢は、コスモドリームを導いた1988年優駿牝馬（オークス）、ダイユウサクを導いた1991年有馬記念に続いて14年ぶり3勝目のGI優勝だった。新婚の熊沢は、先頭で決勝線を通過後は、左腕を天に突き上げてから顔に寄せ、薬指の指輪にキスを捧げている。それから竹園は、テイエムオーシャンの2000年以来となる阪神ジュベナイルフィリーズ優勝だった。また五十嵐は、重賞初勝利がGI初勝利。パラダイスクリーク産駒としてもJRAGI初優勝だった。単勝の配当は2260円であり、1992年スエヒロジョウオーに次いで高かった。
この年のJRA賞では、全291票中282票を集めて最優秀2歳牝馬を受賞している。

### 24連敗
デビュー3連勝でGIタイトルを奪取したテイエムプリキュアだったが、この後3年間勝利を挙げることができなかった。3歳となった2006年は、牝馬クラシックに参戦するもすべて着外だった。主に熊沢が騎乗していたが、3歳初戦のチューリップ賞は、骨折したため、上村洋行が代打していた。半年間の戦線離脱を経て年をまたいで2007年、古馬となり京都金杯（GIII）から始動するも最下位。以後、ダート、ローカル、牝馬限定競走などを転戦するも、すべて着外だった。
そして2008年、始動戦の万葉ステークス敗退を経て、1月20日のハンデキャップ競走・日経新春杯（GII）に、負担重量50キログラム臨んでいる。酒井学が騎乗し、出走16頭のうち12番人気という支持だった。スタートから3番手を追走、第3コーナーから早めに進出して先頭を奪取した。先頭のまま迎えた直線では粘り、終いまで抵抗したが、アドマイヤモナーク、ダークメッセージにはかわされる。それでもアドマイヤジュピタやグロリアスウィークには先着して3着。約2年ぶりとなる入着を果たした。
その後は、再び下位敗退を続け、11月のハンデキャップ競走アルゼンチン共和国杯（GII）に、負担重量49キログラム、石神深一が騎乗して臨んでいた。出走16頭のうち12番人気だった。セタガヤフラッグとともに大逃げに出て、後続を大きく引き離しながら最終コーナーを通過していた。直線ではセタガヤフラッグを下して単独先頭となり、残り200メートルまで先頭を守ったが、スクリーンヒーローにかわされ、ゴール手前でジャガーメイル、アルナスラインにも差し切られた。それらに次ぐ4着、約10か月ぶりの重賞入着を果たしていた。しかしそれから暮れにかけて再び、下位敗退だった。
GI優勝後24連敗、3年間未勝利の身で、陣営は競走馬引退を決意する。ただ最後に、この年3着となった翌2009年1月の日経新春杯だけに出走させることとなった。これが引退レースとなるはずだった。

### 日経新春杯
6歳となった2009年1月18日、引退レースの日経新春杯に、二十歳で成人式を終えたばかりの荻野琢真に乗り替わり参戦する。16頭立てとなるなか、単勝オッズ34.4倍の11番人気だった。相手は、未勝利から4連勝中のヒカルカザブエ、前年優勝馬かつ有馬記念にてダイワスカーレットに次ぐ2着から臨むアドマイヤモナーク、重賞2勝のナムラマースなどが人気を集めていた。雨中の良馬場での参戦、負担重量49キログラムは、最も恵まれていた。

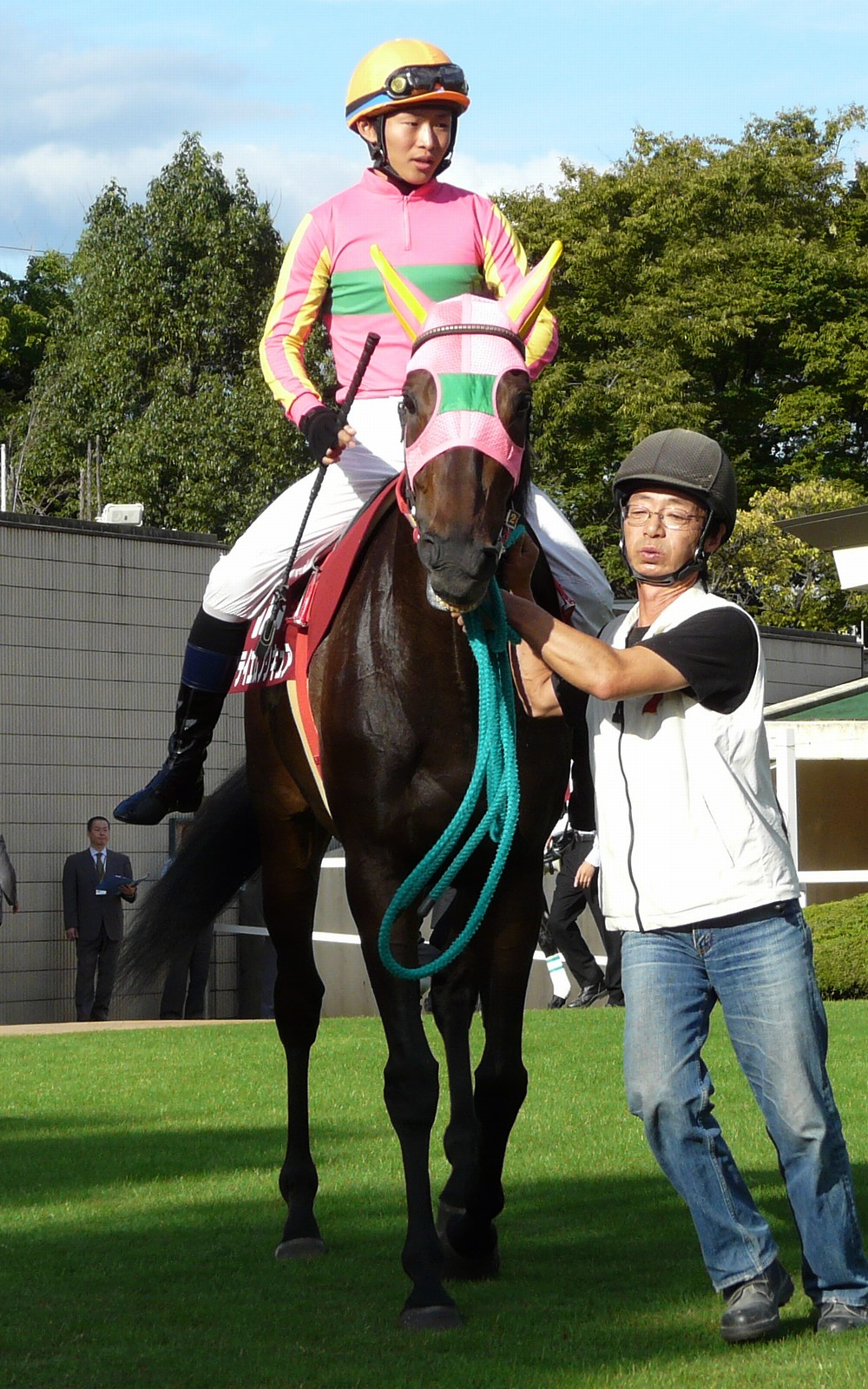
荻野琢真とテイエムプリキュア

5枠10番からスタートしてハナを奪取し、後続を引き離して大逃げを敢行、後方に10馬身以上差を広げていた。前半の1000メートルを61.1秒で通過した後、第3コーナーから仕掛けられて、後方との差を広げていた。後方勢の追い上げがないまま、直線に向いてまもなく、セーフティリードを得ていた。後方勢は、盛んに促してテイエムプリキュアを目指していたが、及ばなかった。テイエムプリキュアは独走したまま、決勝線を通過、追い込んだナムラマースに3馬身半差をつけていた。

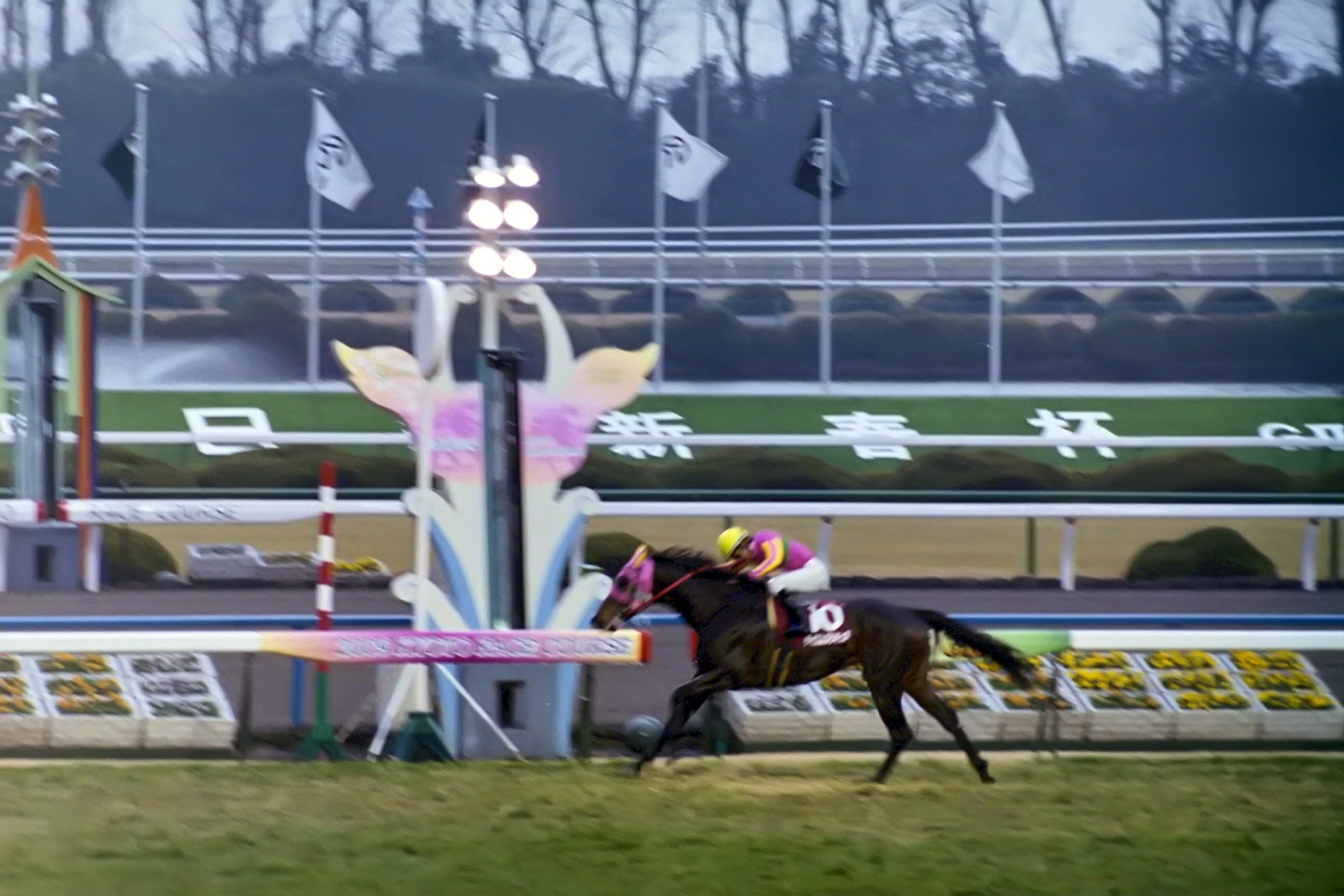
日経新春杯の決勝線を先頭で通過するテイエムプリキュア

約3年1か月ぶりの勝利、重賞2勝目を挙げる。荻野は、JRA重賞初勝利だった。1997年メジロランバダ以来史上5頭目となる牝馬の日経新春杯優勝だった。またトーホウシャインが制した2008年のマーメイドステークス以来となる最軽量ハンデでの平地重賞優勝となった。この勝利により、引退宣言が撤回となり、現役を続行となる。
この後は荻野が続投して、阪神大賞典や天皇賞（春）に臨んだが、いずれも下位敗退だった。夏休みを経て秋、始動戦の京都大賞典は、クィーンスプマンテとともに大逃げを敢行している。クィーンスプマンテを制して先頭を得て、ハイペースで先導したテイエムプリキュアだったが、中途で我を忘れてかかっていた。直線まもなくして失速し後退、最下位だった。

### エリザベス女王杯2着
11月15日、エリザベス女王杯（GI）に臨む。秋華賞で3着に敗れ牝馬三冠を逃し、牝馬二冠に留まった直後のブエナビスタが参戦し、1.6倍の1番人気に支持されていた。対してテイエムプリキュアは、91.6倍の12番人気だった。
前回に続いて再びクィーンスプマンテとかちあう形となる。スタートでは内で勢い良かったクィーンスプマンテにハナを奪われ、その2番手を追走。2頭は3番手を突き放す大逃げに出ていた。ただし前回とは異なり、折り合いを保ったスムーズな大逃げだった。後続が迫り来ないまま第3コーナーに到達し、坂の下りから熊沢はスパート、先頭のクィーンスプマンテに接近する。2頭並んだ状態で直線に向いていた。

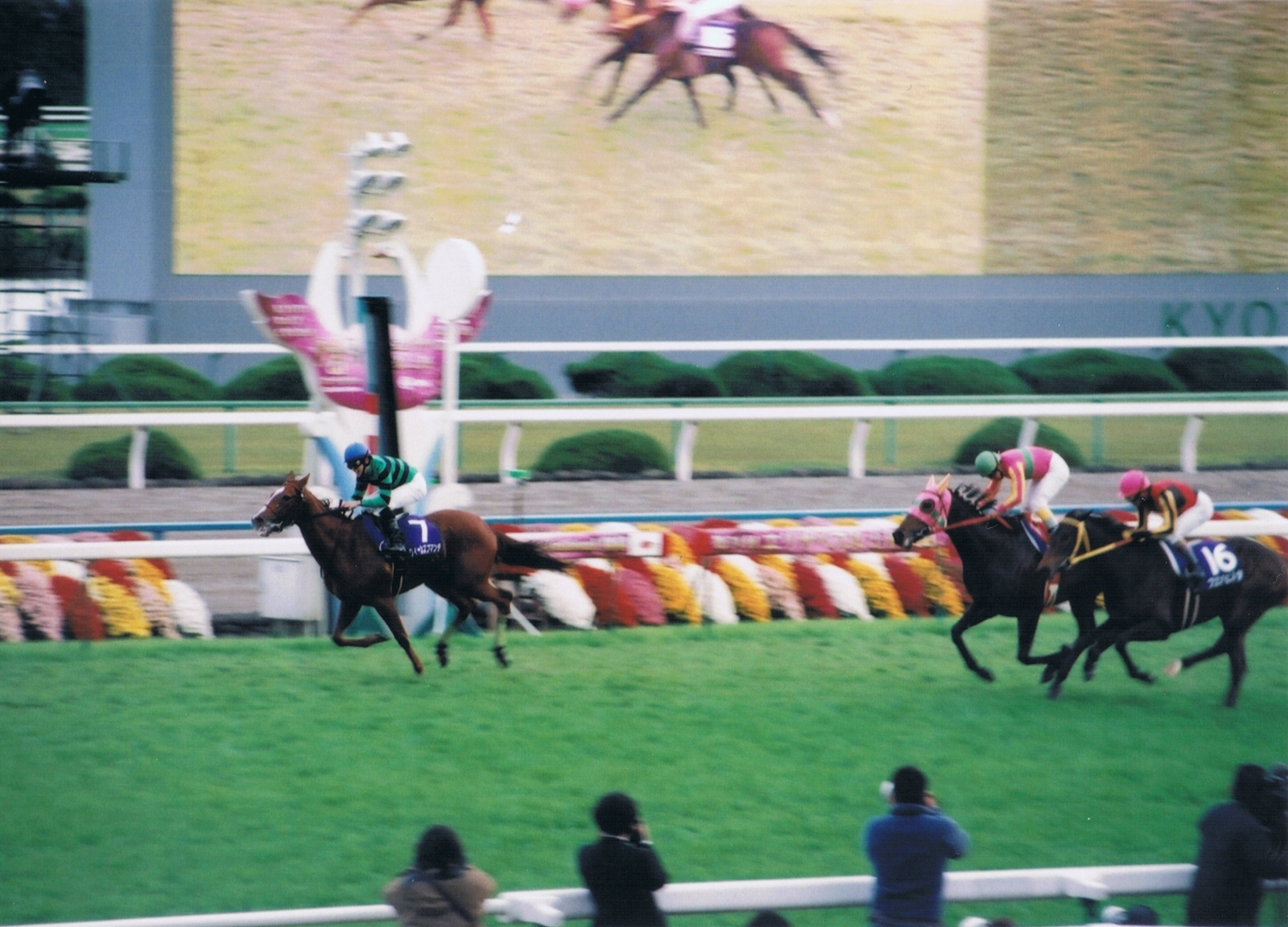
ブエナビスタ（外、桃帽、16番）を凌いで2着を得るテイエムプリキュア（中、緑帽、11番）。そして先頭入線するクィーンスプマンテ（内、青帽、7番）。

後続は、各々スパートを躊躇した結果、前2頭を放置。ゆえに1着の行方は、物理的に前2頭に絞られていた。直線ではしばらく2頭並んで競り合っていたが、半ばを過ぎてから早めに動いたテイエムプリキュアに勢いがなくなる。クィーンスプマンテに単独先頭を許し、対抗できなかった。それでも粘り、後方馬群からただ1頭、後れて追い込むブエナビスタに、先んじて決勝線到達。クィーンスプマンテには1馬身半差をつけられたが、ブエナビスタにはクビ差だけ先着する2着となった。
その後は、暮れの有馬記念、年をまたいで重賞に臨んだが、いずれも二ケタ着順で敗退。優勝した日経新春杯からの連敗が9に達した、2010年エリザベス女王杯最下位を以て競走馬を引退した。11月17日付で、日本中央競馬会の競走馬登録を抹消する。

## 繁殖牝馬時代
競走馬引退後も、竹園が所有を継続し、生まれ故郷のタニグチ牧場で繁殖牝馬として繋養されている。2012年に初仔を産んでから2020年までは毎年のように仔を産んでいる。2020年までの仔は、全て竹園が所有し、五十嵐によって管理されていた。
2018年6月4日放送の日本放送協会（NHK）の番組『鶴瓶の家族に乾杯』では、笑福亭鶴瓶と吉岡里帆が、新冠町を訪れている。その流れでタニグチ牧場にも足を運び、繁殖牝馬として繋養されていたテイエムプリキュアと対面している。

2022年に出産後、繁殖牝馬を引退。その後は引退馬協会の「ナイスネイチャ・33歳のバースデードネーション」の19頭目受け入れ馬となり、Calm days farmで繋養されることとなった。

## 競走成績
以下の内容は、netkeiba.com並びにJBISサーチの情報に基づく。
| 競走日     | 競馬場 | 競走名               | 格      | 距離 （馬場） | 頭 数 | 枠 番 | 馬 番 | オッズ （人気） | 着順 | タイム        | 着差 | 騎手       | 斤量 [kg] | 1着馬 （2着馬）        | 馬体重 [kg] |
| ---------- | ------ | -------------------- | ------- | ------------- | ----- | ----- | ----- | --------------- | ---- | ------------- | ---- | ---------- | --------- | ---------------------- | ----------- |
| 2005.09.03 | 小倉   | 2歳新馬              |         | 芝1200m（良） | 16    | 5     | 9     | 007.10（5人）   | 01着 | 1:09.6 (36.0) | -0.2 | 赤木高太郎 | 54        | （コスモルビー）       | 478         |
| 2005.10.23 | 京都   | かえで賞             | 500万下 | 芝1400m（良） | 12    | 5     | 5     | 16.60（5人）    | 01着 | 1:22.6 (35.7) | -0.1 | 熊沢重文   | 54        | （ナイスヴァレー）     | 480         |
| 2005.12.04 | 阪神   | 阪神ジュベナイルF    | GI      | 芝1600m（良） | 18    | 6     | 12    | 22.60（8人）    | 01着 | 1:37.3 (35.7) | -0.2 | 熊沢重文   | 54        | （シークレットコード） | 478         |
| 2006.03.04 | 阪神   | チューリップ賞       | GIII    | 芝1600m（良） | 16    | 6     | 11    | 003.10（1人）   | 04着 | 1:37.1 (36.3) | -0.6 | 上村洋行   | 54        | アドマイヤキッス       | 480         |
| 2006.04.09 | 阪神   | 桜花賞               | GI      | 芝1600m（良） | 18    | 3     | 5     | 006.70（3人）   | 08着 | 1:35.7 (36.3) | -1.1 | 熊沢重文   | 55        | キストゥヘヴン         | 488         |
| 2006.04.23 | 東京   | フローラS            | GII     | 芝2000m（良） | 18    | 5     | 10    | 003.10（1人）   | 07着 | 2:02.0 (34.7) | -0.3 | 熊沢重文   | 54        | ヤマトマリオン         | 486         |
| 2006.05.21 | 東京   | 優駿牝馬             | GI      | 芝2400m（良） | 18    | 6     | 11    | 037.8（10人）   | 11着 | 2:27.5 (36.2) | -1.3 | 熊沢重文   | 55        | カワカミプリンセス     | 484         |
| 2007.01.06 | 京都   | 京都金杯             | GIII    | 芝1600m（稍） | 16    | 2     | 3     | 074.1（14人）   | 16着 | 1:35.8 (36.4) | -1.9 | 安部幸夫   | 52        | マイネルスケルツィ     | 492         |
| 2007.01.24 | 大井   | TCK女王盃            | JpnIII  | ダ1800m（良） | 14    | 3     | 4     | 010.10（4人）   | 12着 | 1:54.4 (39.0) | -1.7 | 熊沢重文   | 54        | サウンドザビーチ       | 483         |
| 2007.02.03 | 小倉   | 小倉大賞典           | JpnIII  | 芝1800m（良） | 15    | 4     | 7     | 005.2（14人）   | 06着 | 1:47.3 (36.5) | -0.5 | 芹沢純一   | 51        | アサカディフィート     | 480         |
| 2007.03.04 | 中京   | 中京記念             | GIII    | 芝2000m（良） | 16    | 3     | 5     | 023.30（9人）   | 16着 | 1:59.2 (37.7) | -2.3 | 菊沢隆徳   | 51        | ローゼンクロイツ       | 488         |
| 2007.03.25 | 中山   | マーチS              | GIII    | ダ1800m（稍） | 15    | 4     | 8     | 046.5（13人）   | 15着 | 1:56.1 (43.6) | -4.7 | 大野拓弥   | 51        | クワイエットデイ       | 484         |
| 2007.04.07 | 阪神   | 阪神牝馬S            | GII     | 芝1400m（良） | 10    | 8     | 9     | 067.30（7人）   | 07着 | 1:21.5 (34.4) | -0.8 | 安部幸夫   | 55        | ジョリーダンス         | 490         |
| 2007.04.21 | 福島   | 福島牝馬S            | GIII    | 芝1800m（良） | 16    | 3     | 5     | 018.60（8人）   | 08着 | 1:47.1 (35.1) | -0.5 | 熊沢重文   | 56        | スプリングドリュー     | 486         |
| 2007.10.14 | 東京   | 府中牝馬S            | GIII    | 芝1800m（良） | 16    | 5     | 9     | 137.4（14人）   | 14着 | 1:47.1 (34.4) | -1.7 | 津村明秀   | 55        | デアリングハート       | 486         |
| 2007.11.17 | 京都   | トパーズS            | OP      | ダ1800m（良） | 16    | 4     | 7     | 159.3（13人）   | 16着 | 1:54.0 (37.9) | -2.7 | 酒井学     | 50        | ロングプライド         | 490         |
| 2007.12.15 | 中京   | 愛知杯               | GIII    | 芝2000m（良） | 16    | 7     | 14    | 153.3（15人）   | 10着 | 1:59.5 (34.0) | -0.6 | 酒井学     | 51        | ディアデラノビア       | 494         |
| 2008.01.05 | 京都   | 万葉S                | OP      | 芝3000m（良） | 13    | 8     | 13    | 063.7（12人）   | 08着 | 3:08.5 (35.5) | -0.9 | 酒井学     | 50        | トウカイトリック       | 498         |
| 2008.01.20 | 京都   | 日経新春杯           | GII     | 芝2400m（良） | 16    | 8     | 15    | 078.8（12人）   | 03着 | 2.27.7 (37.7) | -0.3 | 酒井学     | 50        | アドマイヤモナーク     | 502         |
| 2008.02.17 | 東京   | ダイヤモンドS        | JpnIII  | 芝3400m（良） | 14    | 8     | 14    | 019.4（10人）   | 06着 | 3.34.3 (36.3) | -0.7 | 酒井学     | 50        | アドマイヤモナーク     | 500         |
| 2008.03.09 | 中京   | 中京記念             | GIII    | 芝2000m（良） | 18    | 2     | 3     | 027.4（11人）   | 16着 | 1:59.3 (35.5) | -0.9 | 藤岡康太   | 50        | タスカータソルテ       | 500         |
| 2008.04.12 | 阪神   | 大阪-ハンブルクC     | OP      | 芝2400m（良） | 15    | 6     | 10    | 009.00（5人）   | 14着 | 2.28.2 (40.2) | -3.2 | 酒井学     | 50        | シルクネクサス         | 504         |
| 2008.04.26 | 東京   | メトロポリタンS      | OP      | 芝2400m（良） | 15    | 6     | 10    | 065.9（12人）   | 15着 | 2.27.2 (39.2) | -3.7 | 田面木博公 | 50        | アルナスライン         | 496         |
| 2008.10.18 | 東京   | アイルランドT        | OP      | 芝2000m（良） | 16    | 7     | 13    | 096.8（11人）   | 12着 | 2.00.0 (33.7) | -1.7 | 後藤浩輝   | 53        | オペラブラーボ         | 496         |
| 2008.11.09 | 東京   | アルゼンチン共和国杯 | JpnII   | 芝2500m（良） | 16    | 2     | 3     | 058.8（12人）   | 04着 | 2:31.2 (36.4) | -0.4 | 石神深一   | 49        | スクリーンヒーロー     | 498         |
| 2008.12.06 | 阪神   | 鳴尾記念             | GIII    | 芝1800m（良） | 17    | 6     | 11    | 062.6（12人）   | 13着 | 1:47.8 (37.8) | -1.8 | 熊沢重文   | 54        | サクラメガワンダー     | 506         |
| 2008.12.20 | 中京   | 愛知杯               | GIII    | 芝2000m（良） | 18    | 3     | 5     | 023.70（9人）   | 18着 | 2:00.6 (37.2) | -1.4 | 荻野琢真   | 50        | セラフィックロンプ     | 506         |
| 2009.01.18 | 京都   | 日経新春杯           | GII     | 芝2400m（良） | 16    | 5     | 10    | 034.4（11人）   | 01着 | 2:26.6 (36.6) | -0.6 | 荻野琢真   | 49        | （ナムラマース）       | 502         |
| 2009.03.22 | 阪神   | 阪神大賞典           | GII     | 芝3000m（重） | 12    | 4     | 4     | 022.80（7人）   | 09着 | 3:16.0 (43.4) | -2.8 | 荻野琢真   | 56        | アサクサキングス       | 496         |
| 2009.05.03 | 京都   | 天皇賞（春）         | GI      | 芝3200m（良） | 18    | 3     | 6     | 060.3（14人）   | 18着 | 3:20.6 (40.3) | -6.2 | 荻野琢真   | 56        | マイネルキッツ         | 504         |
| 2009.10.11 | 京都   | 京都大賞典           | GII     | 芝2400m（良） | 14    | 7     | 12    | 043.10（9人）   | 14着 | 2:27.5 (40.3) | -3.2 | 荻野琢真   | 56        | オウケンブルースリ     | 504         |
| 2009.11.15 | 京都   | エリザベス女王杯     | GI      | 芝2200m（良） | 18    | 6     | 11    | 091.6（12人）   | 02着 | 2:13.8 (36.9) | -0.2 | 熊沢重文   | 56        | クィーンスプマンテ     | 506         |
| 2009.12.27 | 中山   | 有馬記念             | GI      | 芝2500m（良） | 16    | 6     | 12    | 065.0（14人）   | 14着 | 2:35.7 (41.0) | -5.7 | 熊沢重文   | 55        | ドリームジャーニー     | 504         |
| 2010.01.17 | 京都   | 日経新春杯           | GII     | 芝2400m（良） | 12    | 3     | 3     | 014.10（5人）   | 12着 | 2:27.7 (38.5) | -3.3 | 熊沢重文   | 54        | メイショウベルーガ     | 518         |
| 2010.07.25 | 函館   | 函館記念             | GIII    | 芝2000m（良） | 16    | 7     | 14    | 031.0（12人）   | 16着 | 2:03.7 (41.2) | -5.2 | 荻野琢真   | 53        | マイネルスターリー     | 502         |
| 2010.08.29 | 新潟   | 新潟記念             | GIII    | 芝2000m（良） | 17    | 1     | 1     | 030.7（11人）   | 16着 | 1:59.6 (35.4) | -1.2 | 国分恭介   | 53        | ナリタクリスタル       | 496         |
| 2010.11.14 | 京都   | エリザベス女王杯     | GI      | 芝2200m（良） | 17    | 2     | 4     | 078.4（11人）   | 17着 | 2:14.7 (38.5) | -2.2 | 国分恭介   | 56        | スノーフェアリー       | 514         |

## 繁殖成績
|        | 生年   | 馬名               | 性 | 毛色   | 父                 | 馬主     | 管理調教師                                                   | 戦績    | 供用 | 出典   |
| ------ | ------ | ------------------ | -- | ------ | ------------------ | -------- | ------------------------------------------------------------ | ------- | ---- | ------ |
| 初仔   | 2012年 | テイエムキュアオウ | 牡 | 栗毛   | ディープスカイ     | 竹園正繼 | 栗東・五十嵐忠男 →佐賀・吉田昭 →栗東・柴田光陽 →佐賀・吉田昭 | 25戦2勝 | 抹消 | [ 48 ] |
| 2番仔  | 2013年 | テイエムプリオネ   | 牝 | 黒鹿毛 | ディープスカイ     | 竹園正繼 | 栗東・五十嵐忠男 →佐賀・坂井孝義                             | 10戦0勝 | 抹消 | [ 49 ] |
| 3番仔  | 2014年 | テイエムカクテル   | 牡 | 黒鹿毛 | キングズベスト     | 竹園正繼 | 栗東・五十嵐忠男                                             | 2戦0勝  | 抹消 | [ 50 ] |
| 4番仔  | 2015年 | テイエムリベンジ   | 牡 | 栗毛   | ヤマニンセラフィム | 竹園正繼 | 栗東・五十嵐忠男                                             | 不出走  | 抹消 | [ 51 ] |
| 5番仔  | 2016年 | テイエムプレミア   | 牝 | 青鹿毛 | テイエムオペラオー | 竹園正繼 | 栗東・五十嵐忠男 →佐賀・平山宏秀                             | 3戦0勝  | 抹消 | [ 52 ] |
| 6番仔  | 2017年 | テイエムプリジャン | 牡 | 栗毛   | ジャングルポケット | 竹園正繼 | 栗東・五十嵐忠男 →佐賀・平山宏秀                             | 22戦3勝 | 抹消 | [ 53 ] |
| 7番仔  | 2018年 | テイエムユニバース | 牝 | 青鹿毛 | ネオユニヴァース   | 竹園正繼 | 栗東・五十嵐忠男                                             | 2戦0勝  | 抹消 | [ 54 ] |
| 8番仔  | 2019年 | テイエムヒットマン | 牡 | 鹿毛   | アドマイヤムーン   | 竹園正繼 | 栗東・五十嵐忠男                                             | 2戦0勝  | 抹消 | [ 55 ] |
| 9番仔  | 2020年 | テイエムインパクト | 牡 | 鹿毛   | リアルインパクト   | 竹園正繼 | 栗東・五十嵐忠男                                             | 4戦0勝  | 抹消 | [ 56 ] |
|        | 2021年 | （不受胎）         |    |        | アニマルキングダム |          |                                                              |         |      | [ 3 ]  |
| 10番仔 | 2022年 | キボウノチカラ     | 牝 | 青鹿毛 | イスラボニータ     | 岡浩二   | 栗東・谷潔 →栗東・高橋一哉                                   | 2戦0勝  | 現役 | [ 57 ] |
|        | 2023年 | （不受胎）         |    |        | グレーターロンドン |          |                                                              |         |      | [ 58 ] |

- 2025年4月22日現在

## 血統表
| テイエムプリキュアの血統                                   | テイエムプリキュアの血統                                 | テイエムプリキュアの血統            | （血統表の出典）                    | （血統表の出典） |
| 父系                                                       | リヴァーマン系                                           | リヴァーマン系                      | リヴァーマン系                      |                  |
| 父 *パラダイスクリーク Paradise Creek 1989 黒鹿毛 アメリカ | 父の父Irish River 1976 栗毛 フランス                     | Riverman                            | Never Bend                          | Never Bend       |
| 父 *パラダイスクリーク Paradise Creek 1989 黒鹿毛 アメリカ | 父の父Irish River 1976 栗毛 フランス                     | Riverman                            | River Lady                          |                  |
| 父 *パラダイスクリーク Paradise Creek 1989 黒鹿毛 アメリカ | 父の父Irish River 1976 栗毛 フランス                     | Irish Star                          | Klairon                             | Klairon          |
| 父 *パラダイスクリーク Paradise Creek 1989 黒鹿毛 アメリカ | 父の父Irish River 1976 栗毛 フランス                     | Irish Star                          | Botany Bay                          |                  |
| 父 *パラダイスクリーク Paradise Creek 1989 黒鹿毛 アメリカ | 父の母North of Eden 1983 鹿毛 アイルランド               | Northfields                         | Northern Dancer                     | Northern Dancer  |
| 父 *パラダイスクリーク Paradise Creek 1989 黒鹿毛 アメリカ | 父の母North of Eden 1983 鹿毛 アイルランド               | Northfields                         | Little Hut                          |                  |
| 父 *パラダイスクリーク Paradise Creek 1989 黒鹿毛 アメリカ | 父の母North of Eden 1983 鹿毛 アイルランド               | *ツリーオブノリッジ                 | Sassafras                           | Sassafras        |
| 父 *パラダイスクリーク Paradise Creek 1989 黒鹿毛 アメリカ | 父の母North of Eden 1983 鹿毛 アイルランド               | *ツリーオブノリッジ                 | Sensibility                         |                  |
| 母 フェリアード 1996 芦毛 日本                             | 母の父*ステートリードン Stately Don 1984 青鹿毛 アメリカ | Nureyev                             | Northern Dancer                     | Northern Dancer  |
| 母 フェリアード 1996 芦毛 日本                             | 母の父*ステートリードン Stately Don 1984 青鹿毛 アメリカ | Nureyev                             | Special                             |                  |
| 母 フェリアード 1996 芦毛 日本                             | 母の父*ステートリードン Stately Don 1984 青鹿毛 アメリカ | Dona Ysidra                         | Le Fabuleux                         | Le Fabuleux      |
| 母 フェリアード 1996 芦毛 日本                             | 母の父*ステートリードン Stately Don 1984 青鹿毛 アメリカ | Dona Ysidra                         | Matriarch                           |                  |
| 母 フェリアード 1996 芦毛 日本                             | 母の母*ユキグニ Yukiguni 1986 芦毛 アメリカ              | Caro                                | *フォルティノ                       | *フォルティノ    |
| 母 フェリアード 1996 芦毛 日本                             | 母の母*ユキグニ Yukiguni 1986 芦毛 アメリカ              | Caro                                | Chambord                            |                  |
| 母 フェリアード 1996 芦毛 日本                             | 母の母*ユキグニ Yukiguni 1986 芦毛 アメリカ              | *デリケートアイス                   | Icecapade                           | Icecapade        |
| 母 フェリアード 1996 芦毛 日本                             | 母の母*ユキグニ Yukiguni 1986 芦毛 アメリカ              | *デリケートアイス                   | Damascene                           |                  |
| 母系(F-No.)                                                | (FN:1-s)                                                 | (FN:1-s)                            | (FN:1-s)                            | [ § 2 ]          |
| 5代内の近親交配                                            | Northern Dancer 4×4、Nearctic 5×5･5                      | Northern Dancer 4×4、Nearctic 5×5･5 | Northern Dancer 4×4、Nearctic 5×5･5 | [ § 3 ]          |
| 出典                                                       | 1. 2. 3.                                                 | 1. 2. 3.                            | 1. 2. 3.                            | 1. 2. 3.         |